# Joint Forces Command (Болгария)
Объединённое командование силами (англ. Joint Forces Command, болг. Съвместно командване на силите) — объединённое командование, командная структура в составе вооружённых сил Болгарии, которая обеспечивает взаимодействие Болгарии и НАТО.

## История
После того, как 29 марта 2004 года Болгария вступила в военно-политический блок НАТО, для интеграции вооружённых сил страны в состав структур НАТО на основании приказа министра обороны страны Николая Свинарова 15 октября 2004 года было создано объединённое оперативное командование (болг. Съвместно оперативно командване), которое возглавил генерал-майор Кольо Бъчваров.
1 июля 2011 года объединенное оперативное командование было переформировано в Объединённое командование силами.